# Jimmy Chérizier
Jimmy Chérizier (Delmas, Puerto Príncipe; 30 de marzo de 1977), conocido por su apodo Babekyou (en criollo haitiano: "Barbacoa"), es un ex-policía y líder paramilitar haitiano. Actualmente es el líder del grupo paramilitar la Familia G9 y Aliados, una alianza formada por los 9 grupos pandilleros armados más poderosos de Haití con base en Puerto Príncipe. Se cree que Chérizier es responsable de numerosas masacres a gran escala en la zona metropolitana de Puerto Príncipe.

## Biografía
Jimmy "Barbecue" Chérizier nació en Delmas, Ouest, que se encuentra en el distrito de Puerto Príncipe, junto a los barrios marginales de La Saline, Puerto Príncipe. Era uno de ocho hermanos. Su padre murió cuando él tenía cinco años.  La madre de Chérizier trabajó como vendedora de pollo frito durante su infancia, lo que según él es el origen de su apodo "Barbacoa"; Otros, sin embargo, afirman que se originó a partir de acusaciones de que prendió fuego a personas durante masacres, lo que él niega.

### Carrera policial
Antes de convertirse en Líder Criminal, Chérizier trabajaba para la Policía Nacional de Haití. en la "Unidad para el Mantenimiento del Orden", un cuerpo especial interno de la Policía Nacional de Haití. Durante su etapa en la policía, Chérizier presuntamente perpetró, junto con otros efectivos, la Masacre de La Saline de 2018 en la que al menos 71 personas murieron y más de 400 casas fueron incendiadas, por lo que fue sancionado por Estados Unidos en 2020. Chérizier fue sancionado junto con dos altos funcionarios del gobierno haitiano que supuestamente facilitaron equipo policial, armas y vehículos para la masacre. Algunos haitianos también alegan que el entonces presidente Jovenel Moïse fue responsable de los asesinatos, utilizando a la banda de Chérizier para atacar a los disidentes contrarios a su gobierno.

## Líder de la familia G9 y aliados
Actualmente Chérizier es el líder del G9, una federación compuesta por los 9 grupos armados más poderosos de Haití. La formación del G9 fue anunciada oficialmente por Chérizier en un video de YouTube el 10 de junio de 2020, poco después de la masacre de mayo de 2020. El G9 es una de las 95 bandas armadas que luchan por el control de Puerto Príncipe. Se cree que su bastión es la comuna de Delmas, Ouest, y en julio de 2021 ya controlaba Martissant, Village de Dieu, Grande Ravine, Bel Air, Cité Soleil, Fort Dimanche y muchas otras áreas en Port-au- Príncipe. Estas áreas le dan al G9 control sobre el centro de Puerto Príncipe, así como los puntos de acceso norte y sur de su área metropolitana, lo que le permite al G9 aislar a Puerto Príncipe del resto de Haití a su voluntad.

#### Masacres
El G9 ha sido presuntamente responsable de numerosas masacres de civiles en Haití, incluida la Masacre del 24 al 27 de mayo de 2020 en varios vecindarios de Puerto Príncipe que mató de 6 a 34 personas, la masacre de agosto a septiembre de 2020 que dejó 22 muertos, y la masacre de abril de 2021 que resultó de un intento de toma de posesión de Bel Air en Puerto Príncipe. La Red Nacional de Defensa de los Derechos Humanos (RNDDH), un grupo de derechos humanos con sede en Haití, informó de la masacre de 2020-21 en Bel Air cometida por el G9 que mató a tiros a 81 personas (36 personas de agosto a diciembre de 2020 y 45 personas de marzo a diciembre de 2020 a mayo de 2021) y dejó 18 desaparecidos, y la masacre en Cité Soleil de enero a mayo de 2021 cometida por el G9 que disparó y mató a 44 personas y dejó 7 desaparecidos. Los grupos de derechos humanos y las víctimas han descrito las tácticas del G9 para incluir el asesinato aleatorio de civiles, la violación sistemática, el saqueo y el incendio de pueblos, el secuestro y el desmembramiento.

#### Relación con el presidente Jovenel Moïse
En un momento, se describió al G9 como un aliado cercano del presidente Moïse y libre de enjuiciamiento siempre que impusiera la paz en las calles. Al investigar la masacre de Bel Air de 2020-21 y la masacre de Cité Soleil de 2021, la RNDDH informó que los agentes de la Policía Nacional de Haití no intervinieron en las masacres después de no recibir órdenes de los superiores y no presentaron ningún informe policial sobre los testimonios de testigos, y que el tribunal las autoridades afirmaron no haber recibido quejas de ninguna víctima de la masacre. La RNDDH también afirmó que recibió informes de que se utilizó equipo policial para llevar a cabo las masacres.
El 12 de mayo de 2021, según los informes, Chérizier fue herido durante un tiroteo con una banda rival. Un centro de Médicos Sin Fronteras en Martissant, Puerto Príncipe, negó los rumores de que había recibido tratamiento médico en el centro.
En las semanas previas al asesinato de Jovenel Moïse, las Naciones Unidas describieron la violencia de las pandillas como alcanzando "niveles sin precedentes", y la violencia de las pandillas había provocado un éxodo masivo de varios miles de personas de Puerto Príncipe. El 23 de junio de 2021, Chérizier hizo una declaración en la que declaró que el colectivo de pandillas G9 lideraría una revolución armada contra las élites empresariales y políticas de Haití, y describió al G9 como llenando el vacío dejado por la debilidad del gobierno y una fuerza "para librar a Haití de la oposición, el gobierno y la burguesía haitiana ". Dio esta declaración a los medios de comunicación locales rodeados de pandilleros empuñando machetes y pistolas, y la declaración fue publicada en YouTube. Chérizier exigió públicamente la renuncia de Moïse al cargo una semana antes del asesinato, y pidió un "diálogo nacional" para redefinir el país. A raíz del asesinato, Chérizier lamentó públicamente a Moïse, incluso encabezando una multitud de más de 1.000 manifestantes que pedían justicia contra los perpetradores.

#### Guerra de pandillas
A partir de julio de 2022, el G9 se involucró en una guerra de pandillas con la pandilla rival G-Pèp por el control de Cité Soleil, Puerto Príncipe. La guerra de pandillas resultante en Puerto Príncipe en 2022 se saldó con al menos 50 muertos.
Actos Criminales
Jimmy Chérizier, alias "Barbecue", ha sido acusado de varios crímenes graves en Haití. A continuación se presenta una lista de algunos de los cargos criminales más notorios asociados con él:
1. **Masacre de La Saline (2018)**:
   - Participación en una masacre en el vecindario de La Saline en Puerto Príncipe, donde al menos 71 personas fueron asesinadas, más de 400 casas destruidas y al menos siete mujeres fueron violadas 
2. **Bloqueo de terminales de combustible (2022)**:
   - Lideró el bloqueo de un importante terminal de combustible en Puerto Príncipe, provocando una crisis humanitaria al forzar a hospitales a reducir sus servicios y creando una escasez severa de combustible. 
   
3. **Ataques coordinados con grupos armados (2018-2019)**:
   - Dirigió ataques coordinados y brutales en varios vecindarios de Puerto Príncipe, resultando en numerosas muertes y desplazamientos de residentes.
4. **Violencia generalizada y crímenes de guerra**:
   - Ha sido acusado de múltiples actos de violencia, incluidos asesinatos, torturas y violaciones, cometidos por las pandillas bajo su liderazgo.
5. **Desplazamiento forzoso**:
   - La violencia y los conflictos provocados por su liderazgo han llevado a que más de 200,000 haitianos tengan que abandonar sus hogares y vivir en condiciones precarias.

## Apodo
A Chérizier le pusieron el apodo de "Barbecue" gracias a su madre, que era una parrillera vendedora de  pollo frito.